# Aurélia de Souza
Aurélia de Souza (Valparaíso, Chili, 1866 - Porto, Portugal, 1922) est une peintre chilienne et portugaise. Elle était la sœur de Sofia Martins de Souza.

## Biographie
Aurélia de Souza naît le 13 juin 1866 à Valparaíso, au Chili.
Elle se spécialise dans la peinture d'enfants, de nus, de fleurs et de sujets religieux. Elle étudie d'abord avec Costa Lima, puis avec le Marquis d'Oliveira à Porto, au Portugal. Elle déménage ensuite à Paris, où elle étudie à l'Académie Julian sous la direction de Jean-Paul Laurens et de Jean-Joseph Benjamin-Constant.
Elle meurt le 26 mai 1922 à Porto.